# Béb
Béb (németül: Wieb) község Veszprém vármegyében, a Pápai járásban.

## Fekvése
A Bakony és Kisalföld találkozásánál fekszik, Pápától 10 kilométerre keletre.
Mindössze négy települési szomszédja van: észak felől Csót, délkelet felől Ugod, dél felől Homokbödöge, nyugat felől pedig Nagygyimót.

### Megközelítése
A település főutcája a központján kelet-nyugati irányban végighúzódó, Zircet Pápa térségével összekapcsoló 8301-es út, ezen érhető el kelet felől, Bakonybél irányából, illetve nyugati szomszédja, Nagygyimót felől is. Déli szomszédjával, Ugoddal a 8303-as út, északi határosával, Csóttal pedig a 83 123-as út köti össze.
Pápa felől a 832-es főúton érhető el a legegyszerűbben, amelyről Nagygyimótnál kell letérni a 8301-es útra. Kisbér-Veszprémvarsány felől szintén a 832-es főúton érhető el, csóti letéréssel.
Déli határszélén húzódik a MÁV 13-as számú Környe–Pápa-vasútvonala, amelyen azonban 2007 óta nincs személyforgalom. Béb területén ugyan a vonalnak sosem volt megállási pontja, Ugod vasútállomás mégis jó vasúti megközelítési lehetőséget kínált az itt élőknek, mert alig 2 kilométerre délre helyezkedett el a község központjától.

## Története
A település első írásos említése a 13. század közepéről való. A középkorban a Béby és a velük rokon gróf Cseszneky család birtoka volt. A török pusztítás következtében csaknem két évszázadig évig üres faluhelyet 1741-től német telepesek népesítették be. A freskókkal gazdagon díszített katolikus templomot gróf Eszterházy Károly püspök építtette 1791-ben. Mint német község sokáig zárt közösség volt.
Az 1960-as években a község az önállóságát elvesztette és a lélekszám is a felére csökkent. Az asszimiláció folytán a zárt német közösség megbomlott, de a lakosság jelentős része ma is németnek vallja magát.

## Közélete

### Polgármesterei
- 1990–1994: Mehringer Lászlóné (független)[3]
- 1994–1998: Hauber János (független)[4]
- 1998–2002: Hauber János (Fidesz)[5]
- 2002–2006: Hauber János (Fidesz)[6]
- 2006–2010: Hauber János (Fidesz)[7]
- 2010–2014: Hauber János (Fidesz-KDNP)[8]
- 2014–2019: Brunner Imre (független)[9]
- 2019–2024: Brunner Imre (független)[10]
- 2024– : Brunner Imre (független)[1]

## Nevezetességei
A bébi önkormányzat megvett egy régi házat a faluban, és falumúzeummá alakítja azt. Így a Bébre látogatók, megcsodálhatják a svábok által használt eszközöket, régiségeket.

## Népesség
A település népességének változása:
| Lakosok száma | 240  | 241  | 229  | 255  | 246  | 240  | 251  |
|               | 2013 | 2014 | 2015 | 2021 | 2022 | 2023 | 2024 |

A 2011-es népszámlálás idején a lakosok 90,5%-a magyarnak, 35% németnek, 2,5% cigánynak mondta magát (9,1% nem nyilatkozott; a kettős identitások miatt az végösszeg nagyobb lehet 100%-nál). A vallási megoszlás a következő volt: római katolikus 73,3%, református 5,3%, evangélikus 1,6%, felekezeten kívüli 9,1% (10,7% nem nyilatkozott).
2022-ben a lakosság 96,7%-a vallotta magát magyarnak, 26% németnek, 0,8% cigánynak, 0,4% bolgárnak, 0,4% szlováknak, 1,6% egyéb, nem hazai nemzetiségűnek (2,8% nem nyilatkozott; a kettős identitások miatt a végösszeg nagyobb lehet 100%-nál). Vallásuk szerint 60,6% volt római katolikus, 4,9% református, 1,2% görög katolikus, 0,8% evangélikus, 1,2% egyéb keresztény, 1,2% egyéb katolikus, 11,4% felekezeten kívüli (18,7% nem válaszolt).